# Classe Ibuki (1943)
A Classe Ibuki (伊吹型)  foi uma classe de cruzadores pesados planejada pela Marinha Imperial Japonesa, composta pelo Ibuki e mais um navio não nomeado, chamado provisoriamente apenas de "Número 301". Suas construções começaram no meio da Segunda Guerra Mundial; o batimento de quilha das embarcações ocorreu na primeira metade de 1942 nos estaleiros do Arsenal Naval de Kure e da Mitsubishi, porém nenhuma foi finalizada. O projeto da classe foi muito baseado na predecessora Classe Mogami, com a principal diferença sendo que os cruzadores seriam armados com lançadores de torpedos quádruplos, diferentemente dos lançadores triplos de cruzadores anteriores.
Os cruzadores pesados da Classe Ibuki, como originalmente projetados, seriam armados com uma bateria principal de dez canhões de 203 milímetros montados em cinco torres de artilharia duplas. Teriam um comprimento de fora a fora de duzentos metros, boca de vinte metros, calado de seis metros e um deslocamento carregado de quase quinze mil toneladas. Seus sistemas de propulsão seriam compostos por oito caldeiras a óleo combustível que alimentariam quatro conjuntos de turbinas a vapor, que por sua vez girariam quatro hélices até uma velocidade máxima de 35 nós (65 quilômetros por hora). Os navios teriam um cinturão principal de blindagem de 140 milímetros de espessura.
Duas embarcações foram encomendadas em novembro de 1941, com suas construções começando em abril e junho do ano seguinte. Entretanto, o segundo navio foi cancelado e desmontado com menos de um mês de obras para liberar espaço para a construção do porta-aviões Amagi. O segundo cruzador foi nomeado Ibuki e lançado ao mar em maio de 1943, porém foi decidido convertê-lo em um porta-aviões rápido. Os trabalhos de conversão começaram em dezembro e foram suspensos em março de 1945, com ele estando oitenta por cento completo, a fim de liberar espaço para a construção de submarinos. Foi cancelado depois do fim da guerra e desmontado entre 1946 e 1947.

## Desenvolvimento
O projeto dos cruzadores pesados da Classe Ibuki representava uma pequena melhoria em relação aos dois últimos membros da predecessora Classe Mogami depois destes terem sido aprimorados no final da década de 1930. O principal melhoramento foi a substituição dos lançadores de torpedos triplos por versões quádruplas.

## Projeto

### Características
Os navios teriam 200,6 metros de comprimento de fora a fora,  boca de 20,2 metros e calado de 6,04 metros. O deslocamento padrão seria de 12 220 toneladas, enquanto o deslocamento carregado seria de 14 828 toneladas. Cada navio custaria sessenta milhões de ienes e teria uma tripulação de 54 oficiais e 822 marinheiros.
Os cruzadores da Classe Ibuki seriam equipados com quatro conjuntos de turbinas a vapor Kampon, cada uma girando uma hélice de 3,9 metros de diâmetro, que teriam uma potência máxima de 153,7 mil cavalos-vapor (113 mil quilowatts). O vapor seria produzido por oito caldeiras Kampon tipo Ro Gō que funcionariam a uma pressão de 22 quilogramas-força por centímetro quadrado (2 157 quilopascais) e temperatura de trezentos graus Celsius. Os navios foram projetados para uma velocidade máxima de 35 nós (65 quilômetros por hora). Carregariam 2 163 toneladas de óleo combustível, o que proporcionaria uma autonomia estimada de 6,3 mil milhas náuticas (11,7 mil quilômetros) a dezoito nós (33 quilômetros por hora). A energia elétrica seria produzida por três turbogeradores de trezentos quilowatts e dois geradores a diesel de duzentos quilowatts.
As duas embarcações teriam sido equipadas com um radar de varredura aérea Tipo 2 Marco 2 Modelo 1 instalado no alto do mastro de vante. Um sistema passivo de hidrofones Tipo 93 teria sido equipado nas proas. A Classe Ibuki foi projetada para levar três hidroaviões em uma plataforma localizada entre a chaminé e o mastro principal. Eles seriam um Aichi E13A de três lugares e dois Yokosuka E14Y de dois lugares. Estes poderiam ser lançados por duas catapultas Kure Tipo 2, uma em cada lado da plataforma. Os cruzadores carregariam um total de 122 cargas de pólvora para impulsionar as catapultas e também quatro bombas de 250 quilogramas para as aeronaves.

### Armamentos
O armamento principal da Classe Ibuki consistiria em dez canhões Tipo 3º Ano Nº 2 calibre 50 de 203 milímetros montados em cinco torres de artilharia duplas, três à vante da superestrutura e duas à ré. As duas primeiras ficariam na mesma altura, mas a terceira poderia disparar sobre elas, enquanto a quarta torre também poderia disparar sobre a quinta. As armas poderiam abaixar até cinco graus negativos e elevar até 55 graus. Disparariam projéteis de 125,85 quilogramas a uma velocidade de saída de 840 metros por segundo. Seu alcance máximo seria de 26,9 quilômetros a uma elevação de 45 graus, com cada arma tendo à disposição um carregamento de 128 projéteis.
O armamento secundário teria oito canhões antiaéreos Tipo 89 calibre 40 de 127 milímetros em quatro montagens duplas. Disparariam projéteis de 23,45 quilogramas com uma cadência de tiro de oito a catorze disparos por minuto a uma velocidade de saída de setecentos a 725 metros por segundo. O alcance máximo a 45 graus seria de 14,8 quilômetros, enquanto o teto máximo de disparo seria de 9,4 quilômetros. Os navios também seriam equipados com oito canhões antiaéreos Tipo 96 de 25 milímetros ao redor da chaminé. Disparariam projéteis de 250 gramas a uma velocidade de saída de novecentos metros por segundo. Teriam um alcance de 7,5 quilômetros a uma elevação de cinquenta graus e um teto máximo de 5,5 quilômetros. A cadência de tiro efetiva seria de apenas 110 a 120 disparos por minuto pela necessidade frequente de se trocar os cartuchos de quinze projéteis. Quatro metralhadoras Tipo 93 de 13,2 milímetros em duas montagens duplas ficariam nas ponte de comando com dois mil projéteis por arma.
Também seriam equipados com dezesseis tubos de torpedo de 610 milímetros em quatro lançadores quádruplos Tipo 92, dois em cada lateral. Teriam um carregamento de 24 torpedos Tipo 93, dezesseis nos tubos e oito de reserva. Equipamentos para recarregamento rápido seriam instalados para cada lançador, permitindo que os torpedos reservas fossem carregados em três a cinco minutos em condições ideais. O torpedo Tipo 93 era impulsionado por oxigênio comprimido e tinha três configurações: vinte quilômetros a 48 nós (89 quilômetros por hora), 32 quilômetros a quarenta nós (74 quilômetros por hora) e quarenta quilômetros a 36 nós (67 quilômetros por hora). Foi proposto antes do lançamento do Ibuki que as aeronaves e seus equipamentos fossem removidos em favor de cinco lançadores quíntuplos Tipo 0, dois em cada lateral e um no centro.
Os canhões principais seriam controlados por dois diretórios Tipo 94, um no topo da ponte e outro à ré da chaminé. Eles usariam dados de três telêmetros de coincidência de oito metros: um na terceira torre de artilharia, outro na quarta e o principal acima da ponte. Dois diretórios de ângulo elevado Tipo 94, um em cada lado da ponte, controlariam os canhões de 127 milímetros. Cada um teria um telêmetro de 4,5 metros. As armas de 25 milímetros seriam controladas por dois diretórios Tipo 95 na ponte.

### Blindagem
O esquema de blindagem da Classe Ibuki  teria apenas pequenas modificações em relação ao da Classe Mogami. O cinturão de blindagem na linha de flutuação desceria até o fundo duplo, começando no depósito de munição de vante e terminando no depósito de ré abaixo da primeira e quinta torres de artilharia, tendo uma angulação de vinte graus para dentro com o objetivo de melhorar sua resistência contra disparos horizontais. Teria cem milímetros de espessura na extremidade superior e trinta milímetros na extremidade inferior sobre as salas de máquinas. As extremidades de vante e ré dos compartimentos de maquinários seriam protegidas por uma antepara transversal de 105 milímetros. A parte superior do cinturão teria 140 milímetros na área dos depósitos de munição. Estes depósitos seriam protegidos por anteparas transversais com 95 a 140 milímetros de espessura. Os equipamentos de direção e compartimentos do leme teriam laterais com placas de cem milímetros e extremidades protegidas por blindagem de cinquenta milímetros.
O convés acima dos equipamentos de direção e lemes teria trinta milímetros, enquanto o convés blindado teria entre 35 e quarenta milímetros nas partes retas e sessenta nas partes inclinadas. As laterais da torre de comando teriam cem milímetros e o teto cinquenta milímetros. As torres de artilharia teriam 25 milímetros de todos os lados e no teto. A proteção das barbetas ficaria entre 25 e cem milímetros. Os guindastes de munição do armamento secundário seriam protegidos por 75 a cem milímetros. As tubulações da chaminé teriam setenta a 95 milímetros. Não haveria uma antepara antitorpedo separada, com esta função sendo desempenhada pela extensão inferior do cinturão principal.

## Navios
A Classe Ibuki foi encomendada em novembro de 1941 como parte do Rápido Programa de Suplemento de Armamento Naval da Marinha Imperial Japonesa. O batimento de quilha dos dois cruzadores ocorreu sem nomes, sendo designados apenas como Número 300 e Número 301, porém o primeiro foi nomeado Ibuki em 5 de abril de 1943.
O Número 301 foi cancelado e sua desmontagem ordenada menos de um mês depois de seu batimento com o objetivo de liberar seu espaço da rampa de lançamento para a construção do porta-aviões Amagi, cujo batimento ocorreu em 1º de outubro. A construção do Ibuki foi suspensa em julho de 1943, pouco depois de seu lançamento, enquanto seu destino era discutido. Foi considerado convertê-lo em um navio-tanque, mas a Marinha Imperial acabou decidindo em 25 de agosto convertê-lo em um porta-aviões rápido no Arsenal Naval de Sasebo. Os trabalhos de conversão só começaram depois do casco incompleto ter sido rebocado para Sasebo em 21 de dezembro. A intenção original era que ficasse pronto em março de 1945, mas esse prazo foi estendido até agosto. Os trabalhos de conversão foram suspensos em 16 de março quando o Ibuki estava aproximadamente oitenta por cento completo a fim de permitir a construção de submarinos. Ele foi desmontado em Sasebo entre 22 de novembro de 1946 e 1º de agosto de 1947.
| Navio        | Construtor            | Batimento           | Lançamento         | Comissionamento | Destino                                             |
| ------------ | --------------------- | ------------------- | ------------------ | --------------- | --------------------------------------------------- |
| Ibuki (伊吹) | Arsenal Naval de Kure | 24 de abril de 1942 | 21 de maio de 1943 | —               | Convertido em porta-aviões; desmontado em 1946–1947 |
| Número 301   | Mitsubishi            | 1º de junho de 1942 | —                  | —               | Desmontado em 1942                                  |